# Karka
Karka est une localité située dans le département de Pissila de la province du Sanmatenga dans la région Centre-Nord au Burkina Faso.

## Géographie
Constitué de plusieurs centres d'habitation dispersés, Karka se trouve à 4 km au sud de Firka, à 4 km au sud-ouest de Ouanobian, à 8 km au nord-est de Pissila, le chef-lieu du département, ainsi qu'à environ 40 km au nord-est de Kaya, la capitale régionale. Le village est situé à 1,5 km au sud de la route nationale 3 (RN 3), un axe important reliant à Tougouri à Kaya.

## Économie
L'agro-pastoralisme est l'activité principale de Karka.

## Éducation et santé
Le centre de soins le plus proche de Karka est le centre de santé et de promotion sociale (CSPS) de Firka tandis que le centre hospitalier régional (CHR) se trouve à Kaya.
Le village ne possède pas d'école publique, les élèves devant se rendre à Ouanobian ou Firka pour le primaire tandis que le collège d'enseignement général (CEG) est à Ouanobian et le lycée départemental à Pissila.